# Henri Labussière
Pour les articles homonymes, voir Labussière.
Henri Labussière, né le 20 mars 1921 à Villeneuve-Saint-Georges, dans la Seine, et mort le 16 juin 2008 dans le 15e arrondissement de Paris, est un acteur français.

## Biographie
Henri Labussière est né le 20 mars 1921. Dans le doublage, il est notamment connu pour avoir prêté sa voix au professeur Tournesol dans la série d'animation de 1991 (produite par Ellipse et Nelvana), à Panoramix dans les adaptations en dessins animés des aventures d’Astérix des années 1980 et 1990, ainsi qu'au grand-père dans Les Razmoket.
Dans le domaine du cinéma, il avait joué notamment dans Un cheval pour deux de Jean-Marc Thibault (1961), La Guerre des boutons d'Yves Robert (1962), Martin soldat de Michel Deville (1966) et Les Chiens d'Alain Jessua (1979).

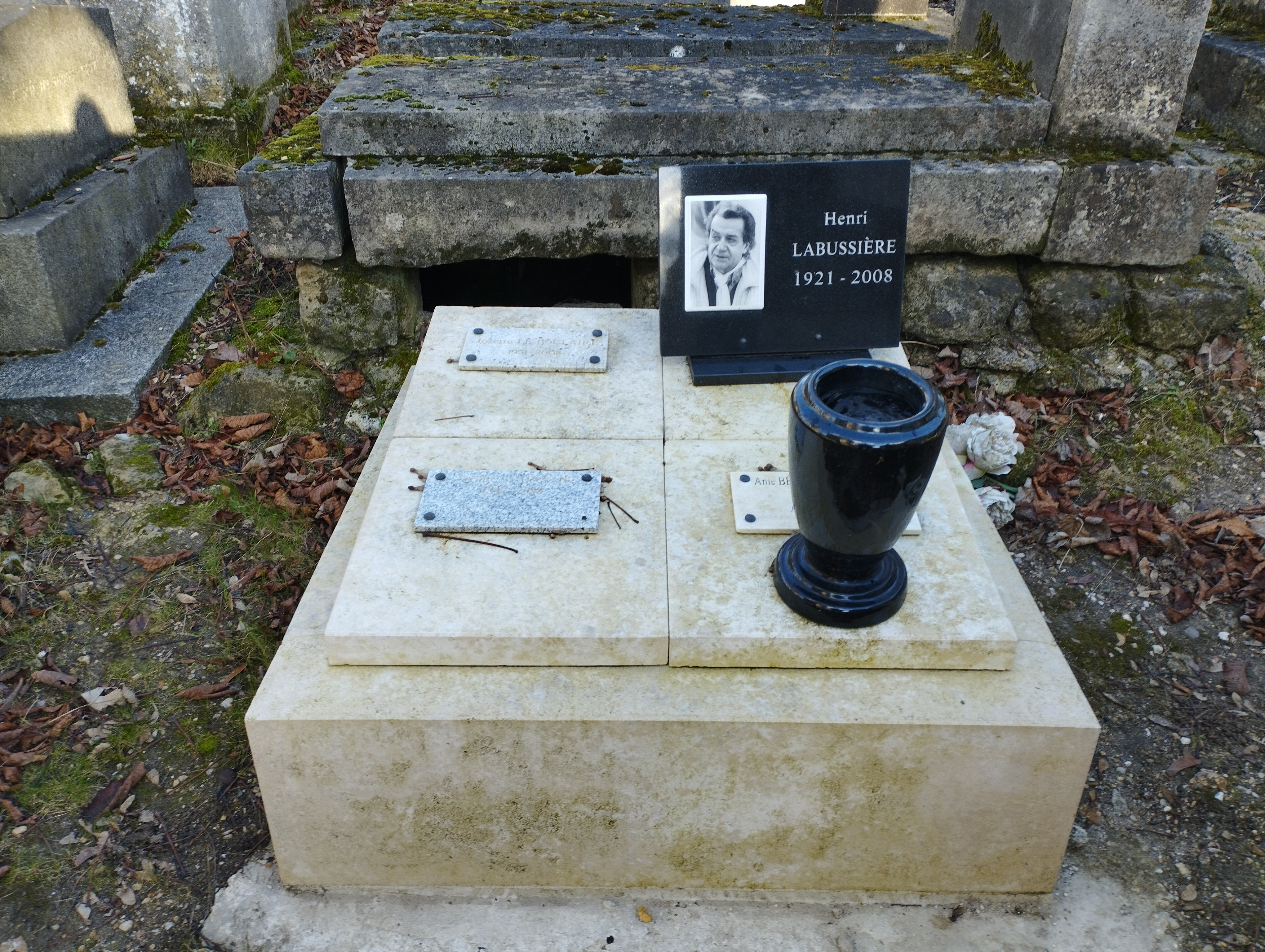
Tombe d'Henri Labussière au cimetière du Père-Lachaise (division 23).

Henri Labussière meurt des suites d'un anévrisme de l'aorte abdominale le 16 juin 2008 dans le 15e arrondissement de Paris, à l'âge de 87 ans,,,. Il est inhumé au cimetière du Père-Lachaise (23e division).

## Théâtre

### Comédien
- 1949 : Les Gaités de l'escadron de Georges Courteline, mise en scène Jean-Pierre Grenier, théâtre de la Renaissance
- 1952 : Le Sire de Vergy de Robert de Flers, Gaston Arman de Caillavet, mise en scène Jean-Pierre Grenier, théâtre La Bruyère
- 1956 : Nemo d'Alexandre Rivemale, mise en scène Jean-Pierre Grenier, théâtre Marigny
- 1956 : L'Hôtel du libre échange de Georges Feydeau, mise en scène Jean-Pierre Grenier, théâtre Marigny
- 1957 : La Visite de la vieille dame de Friedrich Dürrenmatt, mise en scène Jean-Pierre Grenier, théâtre Marigny
- 1957 : Romanoff et Juliette de Peter Ustinov, mise en scène Jean-Pierre Grenier, théâtre Marigny
- 1960 : Le Mobile d'Alexandre Rivemale, mise en scène Jean-Pierre Grenier, théâtre Fontaine
- 1962 : Mon Faust de Paul Valéry, mise en scène Pierre Franck, théâtre de l'Œuvre
- 1963 : Sémiramis de Marc Camoletti, mise en scène Michel de Ré, théâtre Édouard-VII
- 1963 : Un amour qui ne finit pas d'André Roussin, mise en scène de l'auteur, théâtre de la Madeleine
- 1964 : Le Monstre Turquin de Carlo Gozzi, mise en scène André Barsacq, théâtre de l'Atelier
- 1964 : Sainte Jeanne de George Bernard Shaw, mise en scène Pierre Franck, théâtre Montparnasse
- 1965 : Caviar ou lentilles de Giulio Scarnacci et Renzo Tarabusi, mise en scène Gérard Vergez, théâtre Michel
- 1967 : Baby Hamilton de Maurice Braddell et Anita Hart, mise en scène Christian-Gérard, théâtre de la Porte-Saint-Martin
- 1967 : Des petits bonhommes dans du papier journal de Jean-Claude Darnal, mise en scène Bernard Jenny, théâtre du Vieux-Colombier
- 1969 : La Contestation et la mise en pièces de la plus illustre des tragédies françaises, Le Cid de Pierre Corneille, mise en scène Roger Planchon, théâtre de la Cité de Villeurbanne
- 1969 : Pique-nique en campagne de Fernando Arrabal, mise en scène Pierre Peyrou, théâtre de la Gaîté-Montparnasse
- 1969 : Mon Isménie d'Eugène Labiche, mise en scène Pierre Peyrou, théâtre de la Gaîté-Montparnasse
- 1969 : La Vie parisienne de Jacques Offenbach, livret Henri Meilhac et Ludovic Halévy, mise en scène Jean-Pierre Grenier, théâtre des Célestins
- 1970 : Le Nouveau Locataire d'Eugène Ionesco, mise en scène Pierre Peyrou, théâtre de la Gaîté-Montparnasse
- 1970 : Le Tombeau d’Achille d'André Roussin, mise en scène Pierre Peyrou, théâtre de la Gaîté-Montparnasse
- 1971 : La Forêt de Alexandre Ostrovski, mise en scène André Barsacq, théâtre de l'Atelier
- 1971 : La Logeuse de Jacques Audiberti, mise en scène Georges Vitaly, théâtre La Bruyère
- 1971 : Galapagos de Jean Chatenet, mise en scène Bernard Blier, théâtre de la Madeleine
- 1971 : Tout à l'heure de Jeannine Worms, mise en scène Jacques Échantillon, théâtre de l'Odéon
- 1972 : Le Légume de Francis Scott Fitzgerald, mise en scène Jean-Pierre Grenier, théâtre Hébertot
- 1973 : Sainte Jeanne de George Bernard Shaw, mise en scène Pierre Franck, théâtre des Célestins
- 1973 : Les Caves du Vatican de André Gide, mise en scène Jean Meyer, théâtre des Célestins
- 1976 : Monsieur Chasse ! de Georges Feydeau, mise en scène Robert Dhéry, théâtre de l'Atelier
- 1978 : Topaze de Marcel Pagnol, mise en scène Jean Meyer, Théâtre Saint-Georges
- 1986 : Le Système Ribadier de Georges Feydeau, mise en scène Philippe Ogouz, théâtre Tristan Bernard, théâtre La Bruyère
- 1989 : La Ritournelle de et mise en scène Victor Lanoux, théâtre Antoine
- 1993 : Le Mal court de Jacques Audiberti, mise en scène Pierre Franck, théâtre de l'Atelier
- 2000 : Le Nouveau Locataire d'Eugène Ionesco, mise en scène Pierre Peyrou, théâtre de l'Alliance française

### Metteur en scène
- 1968 : Le Gadget d'Alexandre Rivemale, théâtre des Mathurins

## Filmographie sélective

### Cinéma
- 1959 : Nous irons à Monte-Carlo de Jean Boyer Orchestre de Ray Ventura
- 1961 : La Guerre des boutons d’Yves Robert
- 1961 : Un cheval pour deux de Jean-Marc Thibault
- 1965 : Le Dimanche de la vie de Jean Herman
- 1965 : Le Caïd de Champignol de Jean Bastia
- 1965 : Les Copains de Yves Robert
- 1966 : Les Malabars sont au parfum de Guy Lefranc
- 1966 : Martin soldat de Michel Deville
- 1973 : Une baleine qui avait mal aux dents de Jacques Bral
- 1979 : Les Chiens d'Alain Jessua
- 1984 : Le Jumeau d'Yves Robert

### Télévision
- 1962 : Variations : Victor Hugo de Simone Cendrar (dans des décors successifs, Simone Cendrar, Hubert Deschamps, Robert Etcheverry et Henri Labussière interprètent des poèmes de Hugo), réalisation de Maurice Beuchey
- 1967 : Saturnin Belloir de Jacques-Gérard Cornu
- 1967 : Au théâtre ce soir : Caviar ou Lentilles de Giulio Scarnicci et Renzo Tarabusi, mise en scène Gérard Vergez, réalisation Pierre Sabbagh, théâtre Marigny
- 1967 : Au théâtre ce soir : Les J 3 de Roger Ferdinand, mise en scène Robert Manuel, réalisation Pierre Sabbagh, théâtre Marigny
- 1969 : Le Grand Voyage de Jean Prat
- 1971 : Les Nouvelles Aventures de Vidocq, épisode Les Crimes de Vidocq de Marcel Bluwal
- 1972 : Au théâtre ce soir : Je viendrai comme un voleur de Georges de Tervagne, mise en scène Jacques-Henri Duval, réalisation Pierre Sabbagh, théâtre Marigny
- 1975 : Au théâtre ce soir : Les Derniers Outrages de Robert Beauvais, mise en scène Michel Roux, réalisation Pierre Sabbagh, théâtre Édouard-VII
- 1977 : Le Chevalier d'Harmental de Gérard Vergez
- 1978 : Les Folies Offenbach, épisode La Valse oubliée de Michel Boisrond
- 1979: La petite maison dans la prairie de William F Claxton S6 EP 16 Brewster
- 1981 : Au théâtre ce soir : Le Président Haudecœur de Roger Ferdinand, mise en scène Jean-Laurent Cochet, réalisation Pierre Sabbagh, théâtre Marigny
- 1982 : Les Enquêtes du commissaire Maigret de Jean-Jacques Goron (série télévisée), épisode Maigret et les Braves Gens : le Dr Larue
- 1982 : Le Voyageur imprudent de Pierre Tchernia
- 1985 : Les Enquêtes du commissaire Maigret, série, épisode Maigret et le Client du samedi de Pierre Bureau : Pépère
- 1988 : Marie Pervenche de Claude Boissol (série télévisée), épisode Le nabab ventouse : le ministre
- 1990 : Les Cinq Dernières Minutes de Guy Jorré, épisode Le Miroir aux alouettes

## Doublage

### Cinéma

#### Films
- Burgess Meredith dans :
  - Le Reptile (1970) : Missouri Kid
  - Le Jour du fléau (1975) : Harry Greener
  - La Sentinelle des maudits (1977) : Charles Chazen
  - Drôle d'embrouille (1978) : M. Hennessy
  - Le Jour de la fin du monde (1980) : Rene Valdez
  - Le Choc des Titans (1981) : Ammon
- Don Ameche dans :
  - Un fauteuil pour deux (1983) : Mortimer Duke
  - Un prince à New York (1988) : Mortimer Duke
  - L'embrouille est dans le sac (1990) : le père Clemente
- Henry Jones dans :
  - Le Chevalier lumière (1986) : Irwin
  - Arachnophobie (1990) : Dr Samuel « Sam » Metcalf
  - Les Arnaqueurs (1990) : Mr. Simms
- Slim Pickens dans :
  - Le Trou noir (1979) : B.O.B.
  - 1941 (1979) : Hollis « Holly » Wood

- 1941[n 1] : Le Trésor de Tarzan : O'Doul (Barry Fitzgerald)
- 1946[n 2] : Jusqu'à la fin des temps : Scuffy (Harry von Zell)
- 1954[n 3] : Le Cavalier traqué : Townsman (Tex Driscoll)
- 1954[n 4] : Une femme qui s'affiche : l'homme acariâtre allongé à Central Park (Heywood Hale Broun)
- 1970 : Monte Walsh : le colonel Wilson (Eric Christmas)
- 1971 : The Big Boss : l'oncle (Tu Chia-Cheng) (1er doublage)
- 1971 : Le Mystère Andromède : le technicien à lunettes sur le site du crash (Garry Walberg)
- 1971 : Charlie et la chocolaterie : M. Beauregard (Leonard Stone) (1er doublage)
- 1971 : Il était une fois la révolution : Papa Miranda (Edmondo Tieghi)
- 1971 : Quatre Mouches de velours gris : le « professeur » (Oreste Lionello)
- 1972 : L'Aventure du Poséidon : Dr Caravello (Jan Arvan) et le serveur[Qui ?]
- 1972 : Le Guet-apens : Jimmy Laughlin (Dub Taylor)
- 1972 : Les Derniers Jours de Mussolini : Alessandro Pavolini (Massimo Sarchielli)
- 1972 : La Poussière, la Sueur et la Poudre : Cook (Raymond Guth)
- 1973 : Les Cordes de la potence : Dr Jones (James Nusser)
- 1973 : Mon nom est Personne : le télégraphiste [Qui ?]
- 1973 : Amarcord : le grand-père de Titta (Giuseppe Ianigro)
- 1973 : Lucky Luciano : Don Ciccio (Dino Curcio)
- 1973 : L'Or noir de l'Oklahoma : Cleon Doyle (John Mills)
- 1973 : Les Anges mangent aussi des fayots : Gerace (Steffen Zacharias)
- 1975[n 5] : Les Dents de la mer : Harry Wiseman (Alfred Wilde)
- 1975 : Une bible et un fusil : McCoy (Strother Martin)
- 1975 : Capone de Steve Carver : Joseph Stenson (Russ Marin)
- 1975 : Les Aventuriers du Lucky Lady : le capitaine Rockwell (Michael Hordern)
- 1975 : L'Odyssée du Hindenburg : Joseph Spahn (Robert Clary)
- 1975 : Ennemis comme avant : Al Lewis (George Burns)
- 1975 : Les Insectes de feu : Henry Tacker (Frederic Downs)
- 1976 : Network : Main basse sur la télévision : Joe Donnelly (Ed Crowley)
- 1976 : Nickelodeon : M. Blacker (Hamilton Camp) et le vieux comédien répétant sur scène (E.J. Andre)
- 1976 : La Nuit des vers géants : Willie Grimes (Carl Dagenhart)
- 1977 : La Guerre des étoiles : le général Dodonna (Alex McCrindle) / Dr Evazan (Alfie Curtis)
- 1977 : Annie Hall : l'agent du comique (Bernie Styles)
- 1977 : Les Grands Fonds : Adam Coffin (Eli Wallach)
- 1977 : Sinbad et l'Œil du tigre : Melanthius (Patrick Troughton)
- 1977 : Le Cercle infernal : David Swift (Robin Gammell)
- 1978 : Mort sur le Nil : Dr Ludwig Bessner (Jack Warden)
- 1978 : Pair et Impair : Mike Firpo (Jerry Lester)
- 1978 : Mon nom est Bulldozer : Ozgur (Renato Chiantoni)
- 1978 : Oliver's Story : Phil Cavilleri (Ed Binns)
- 1978 : Un mariage : l'évêque Martin (John Cromwell)
- 1980 : American Gigolo : l'avocat de Michelle (William Dozier)
- 1980 : Le Dernier Vol de l'arche de Noé : Stoney (Vincent Gardenia)
- 1981 : Salut l'ami, adieu le trésor : Oncle Brady (Herb Goldstein)
- 1981 : S.O.B. : Felix Farmer (Richard Mulligan)
- 1981 : Le Dragon du lac de feu : Hodge (Sydney Bromley)
- 1982 : Tron : Dr Walter Gibbs / Dumont (Barnard Hughes)
- 1982 : Le Monde selon Garp : M. Fields (Hume Cronyn)
- 1983 : La Foire des ténèbres : Tom Fury (Royal Dano)
- 1983 : Rusty James : le père (Dennis Hopper)
- 1983 : Le Manoir de la peur : Sebastian Grisbane (Peter Cushing)
- 1985 : Le Secret de la pyramide : Maître Snelgrove (Brian Oulton)
- 1986 : Le Maître de guerre : le juge Zane (John Eames)
- 1986 : Peggy Sue s'est mariée : Barney Alvorg (Leon Ames)
- 1986 : Vendredi 13, chapitre VI : Jason le mort-vivant : Martin (Bob Larkin)
- 1987 : Éclair de lune : le grand-père de Loretta (Feodor Chaliapin Jr.)
- 1988 : Veuve mais pas trop : l'oncle Joe Russo (Al Lewis)
- 1988 : Split Decisions : Pop McGuinn (John McLiam)
- 1989 : Erik le Viking : Snorri (Danny Schiller)
- 1990 : Misery : Buster (Richard Farnsworth)
- 1991[n 6] : Robin des Bois, prince des voleurs : Duncan (Walter Sparrow)
- 1991 : Beignets de tomates vertes : le shérif Curtis Smoote (Raynor Scheine)
- 1994 : Guet-apens : le vieux Slim (Richard Farnsworth)
- 1994 : Le Silence des jambons : le ranger (John Astin)
- 1995 : Groom Service : Sam (Marc Lawrence)
- 1999 : Une fille qui a du chien : l'homme du couple d'anciens (Phil Leeds)

#### Films d'animation
- 1953[n 7] : Peter Pan : Bill Jukes, le pirate à la jambe de bois
- 1955[n 8] : La Belle et le Clochard[7] : Promeneur devant le parc
- 1967 : Astérix le Gaulois : voix additionnelles (non crédité)
- 1968 : Yellow Submarine : Fred (2e doublage des années 2000)
- 1976 : La Flûte à six Schtroumpfs : le pêcheur
- 1976 : Les Douze Travaux d'Astérix : le réceptionniste de la maison qui rend fou
- 1978 : La Ballade des Dalton : l'imprimeur
- 1978 : La Folle Escapade : Padi- châ (1er doublage)
- 1985 : Astérix et la surprise de César : Panoramix
- 1986 : Astérix chez les Bretons : Panoramix
- 1989 : Astérix et le Coup du menhir : Panoramix
- 1989 : Le Triomphe de Babar : le grand-père de Flore
- 1994 : Astérix et les Indiens : Panoramix
- 1995 : Wicked City : La Cité interdite : Docteur Maiyart
- 1995 : Balto : le télégraphiste
- 1995[n 9] : Pompoko : Osho
- 1998 : 1 001 Pattes : Cornelius
- 1998 : Les Merveilleuses Aventures de Crysta : Père
- 1998 : Les Razmoket, le film : Lou Cornichon
- 1999 : Tarzan : professeur Archimedes Quincy Porter
- 2000 : Kuzco, l'empereur mégalo : un joueur d'échecs
- 2000 : Les Razmoket à Paris, le film : Lou Cornichon
- 2003 : Les Razmoket rencontrent les Delajungle : Lou Cornichon

### Télévision

#### Séries télévisées
- Columbo, épisode La femme oubliée (1975) : docteur Henry Willis (Sam Jaffe)
- Starsky et Hutch
  - Le Commodore Atwater (Will Geer) (saison 2, épisode 5 : Une croisière mouvementée : 1re partie)
  - Harry Trask (Robert Emhardt) (saison 2, épisode 18 : Le Survivant)
  - Le Professeur (John Carradine) (saison 3, épisode 13 : La Folie du jeu)
- Monsieur Merlin : Max Merlin (Barnard Hughes)
- Le Parrain : Frankie Pentangeli (Michael V. Gazzo)
- L'Agence tous risques : Zack (Noble Willingham) (saison 4, épisode 22) et Josh Curtis (Sandy McPeak) (1re voix - saison 5, épisode 1)
- Arabesque (saison 4, épisode 17) (1988) : Salvatore Gambini (Eli Wallach)
- Les contes de la crypte (saison 1, épisode 6) (1989) : Roy (Martin Garner)
- Docteur Quinn, femme médecin : (saison 2 épisode 24) : Jededia Bancroft (George Furth)
- Xena, la guerrière (saison 1, épisode 1) (1995) : un vieil homme en chariot [Qui ?]
- Stargate SG-1, épisode La Sentinelle (2002) : Marul dirigeant de latona (Henry Gibson)
- New York, section criminelle (2003) : Milton Winters (Joel Grey) (saison 2, épisode 16)
- Ma sorcière bien-aimée : Bernard Fox
- Papa Schultz : Howard Caine
- Marshall et Simon, épisode L'heure perdue (1991) : le laitier

#### Séries d'animation
- Courage, le chien froussard : Eustache Eubagge
- Les Razmoket : Lou Cornichon
- Razbitume ! : Ernest (1re voix)
- Lucky Luke : personnages secondaires
- Les Aventures de Tintin : le professeur Tournesol
- Jackie Chan : l'oncle de Jackie
- Candy : M. Cartwright / le capitaine Vals
- Hercule : Nérée (épisode Hercule et les pommes d'or des Hespérides )
- Les Nouvelles Aventures de Lucky Luke : le banquier (épisode 29)
- Les Mille et Une Prouesses de Pépin Troispommes : voix additionnelles
- L'Histoire sans fin : Engy Wook
- Les Maîtres de l'univers : le roi Randor, l'Oracle, Daimar, Kor, l'Arbre éternel, Pondor et Pythos
- Les Mondes engloutis : l'oncle Albert
- Les Mystérieuses Cités d'or : Mayucca et Papacamayo
- Rody le petit Cid : le roi, le père supérieur et Alvarez
- X-Or : Itak
- Blake et Mortimer : Wilbur James
- Esprit fantômes : Hercule
- La Légende de Tarzan : le professeur Archimedes Quincy Porter
- Les Minipouss : Milo
- Argaï, la prophétie : Huxley Barnes

### Jeux vidéo
- 1999 : Tarzan : Pr Archimedes Quincy Porter
- 2001 : Kuzco, l'empereur mégalo : divers personnages
- 2006 : Gothic 3 : plusieurs voix [n 10]